# Trumpchi GA3
La Trumpchi GA3, chiamata in seguito Trumpchi GA3S, è una berlina prodotta dal 2013 al 2019 dalla casa automobilistica cinese Trumpchi, divisione della GAC Group.

## Descrizione

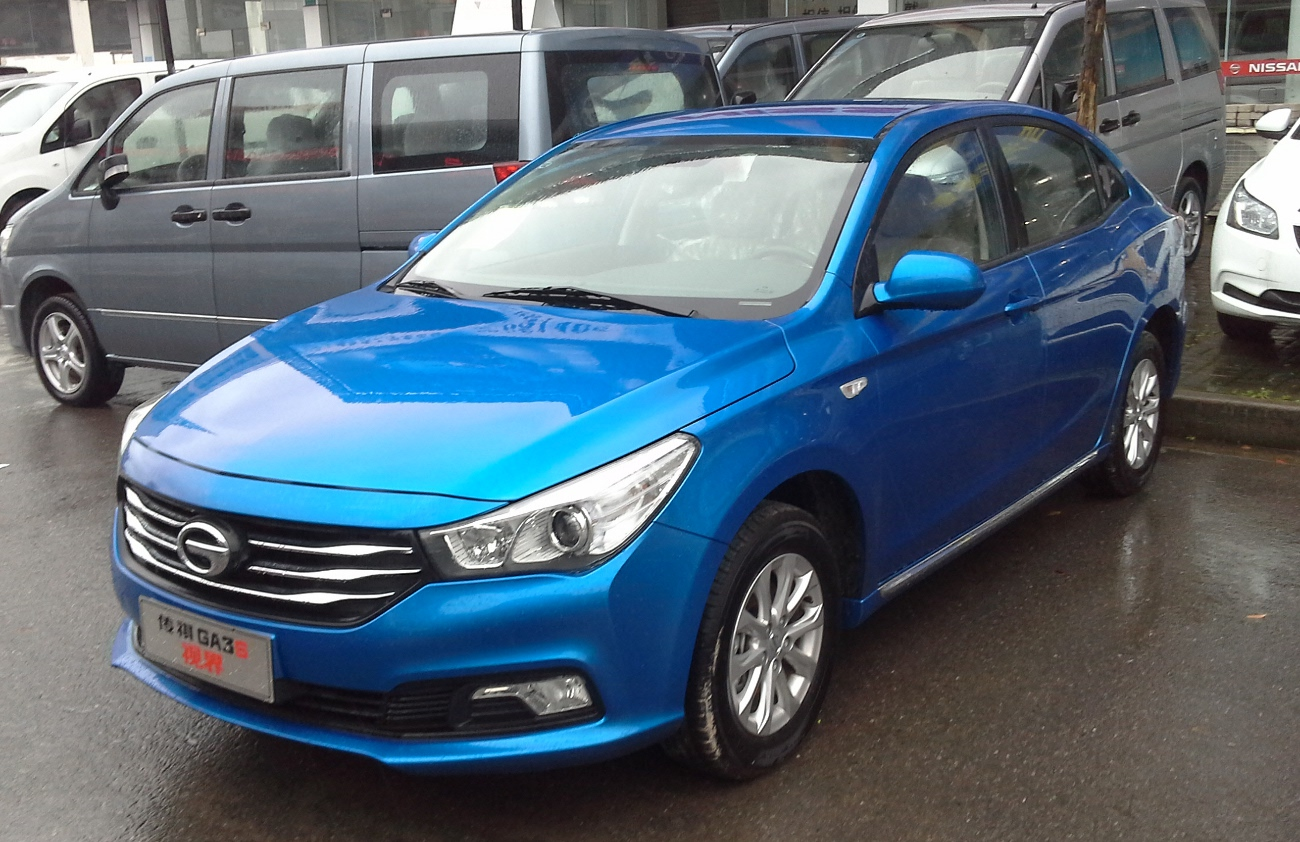
Trumpchi GA3S

La GA3 si basa sulla stessa piattaforma del crossover Trumpchi GS3, posizionandosi sotto la più grande berlina Trumpchi GA5. Originariamente introdotta come Trumpchi GA3, ha debuttato allo Shanghai Auto Show del 2013 ed è stata lanciata sul mercato automobilistico cinese nel luglio 2013. Il design della Trumpchi GA3 è ispirato alla concept car Guangzhou Auto E-Jet che ha debuttato al Guangzhou Auto Show nel dicembre 2012. Le motorizzazioni disponibili sulla GA3 al lancio sono un motore turbo da 1,4 litri e un aspirato da 1,6 litri.

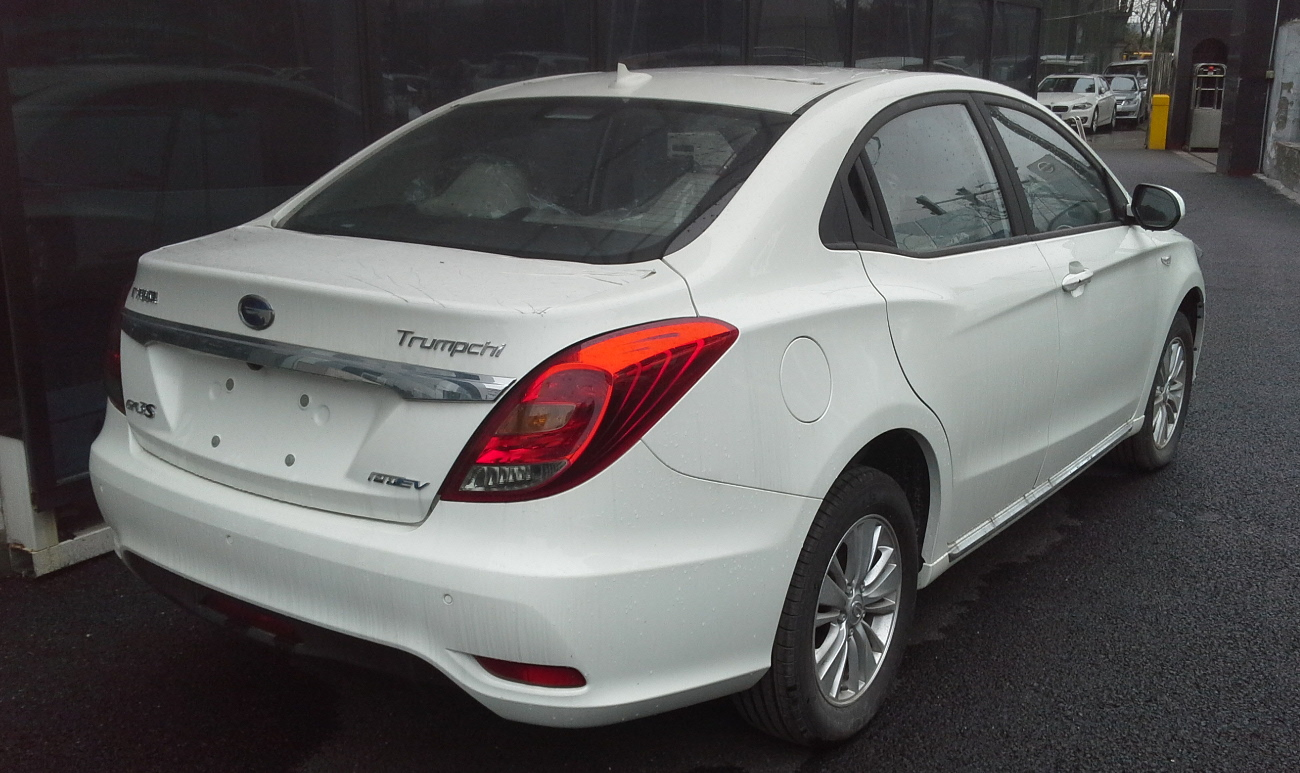
Retro di una Trumpchi GA3S PHEV

Una variante più sportiva denominata Trumpchi GA3S ha debuttato nell'agosto 2014 dotata di un motore 1,3 litri sovralimentato con 101 kW (137 CV), che in seguito ha sostituito la GA3 normale. Nel 2017 è arrivata una versione ibrida plug-in denominata GA3S PHEV. L'ibrido plug-in è alimentato da un motore a benzina da 1,5 litri a quattro cilindri da 71 kW (97 CV) in combinazione con un motore elettrico da 130 kW (177 CV). La batteria ha una capacità di 12 kWh e nella sola modalità elettrica può avere un'autonomia di 60 km. Con il cambio di denominazione, la gamma motori della GA3S ha ricalcato gli stessi propulsori della normale berlina GA3, con anche il 1,6 litri da 122 CV, abbinato a un cambio automatico a quattro marce o a un manuale a cinque velocità.